# Otto Spamer

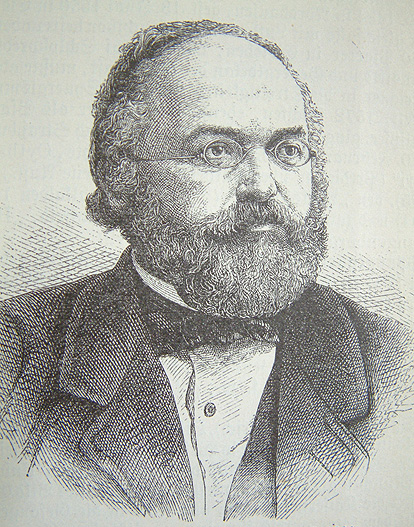
Otto Spamer

Johann Christian Gottlieb Franz Otto Spamer (* 29. August 1820 in Darmstadt; † 27. November 1886 in Leipzig) war ein deutscher Buchhändler und Verleger (zeitgenössisch Verlagsbuchhändler) für Bücher und Zeitschriften in Leipzig. Als Autor nutzte er teilweise das aus seinen Vornamen abgeleitete Pseudonym Franz Otto.

## Leben
Spamer wurde als der Sohn eines hessischen Forstbeamten in Darmstadt geboren. In Darmstadt absolvierte er bei dem Buchhändler Eduard Heil seine Lehrlingszeit. Im Alter von 18 Jahren ging er zunächst nach Aschaffenburg und später nach Leipzig, wo er bei Johann Jacob Weber, dem Verleger der Illustrirten Zeitung oder der Webers Illustrirten Katechismen, Berufserfahrung sammelte. Diese Erfahrungen sollten sich als prägend erweisen, denn viele Reihen aus dem Verlag von Otto Spamer zeichneten sich durch zuweilen auch großformatige Illustrationen aus.
Diese gab Spamer im eigenen Verlag heraus, den er 1847 im Alter von 27 Jahren gründete. 1864 wurde sein Schwiegersohn Max Lange Mitinhaber des Verlages, später auch sein Sohn Hugo Spamer, der zunächst nur die in Berlin begründete Außenstelle des Verlages Otto Spamer leitete, zum 1. August 1881 auch Mitglied der Geschäftsleitung wurde. womit ab 1881 hauptsächlich Max Lange und Hugo Spamer die Geschicke des Verlages leiteten.
Der verlegerische Schwerpunkt des Verlages Otto Spamer lag im Bereich der Familien- und Volksschriften sowie der Kinder- und Jugendliteratur. Unter ersteren sticht die Reihe Illustrirte Jugend- und Hausbibliothek inklusive der Unterreihe Ehrentempel des neunzehnten Jahrhunderts in biographischen Denkmalen berühmter Zeitgenossen hervor. Erfolgreich wurde auch eine weitere Reihe mit dem verbindenden Titelbestandteil Buch der mit Titeln wie z. B. Das Buch der Erfindungen, Gewerbe und Industrien, herausgegeben in mindestens 10 Auflagen von Friedrich Georg Wieck, oder Das Buch der Botanik – eine Reihe, die im 19. Jahrhundert in vielen Verlagen so oder ähnlich erschien.
Bei allen genannten Reihen handelte es sich um reichlich illustrierte Ausgaben.
Otto Spamer wurde im Spamerschen Erbbegräbnis in der IX. Abteilung des Neuen Johannisfriedhofs beerdigt.

## Größere Werke und Schriftenreihe
- Illustrirte Jugend- und Hausbibliothek
- Otto Spamers Illustrirte Bibliothek der Länder- und Völkerkunde zur Erweiterung der Kenntniß der Fremde
- als Herausgeber zusammen mit Franz Otto: Das Buch berühmter Kaufleute oder Der Kaufmann zu allen Zeiten, 2 Bände, 1869–1870 und weitere Auflagen
- Illustrirtes Konversations-Lexikon, Vergleichendes Nachschlagebuch für den täglichen Gebrauch. Hausschatz für das deutsche Volk und „Orbis pictus“ für die studirende Jugend. 1870–1882.
- Friedrich von Hellwald: Centralasien. Landschaften und Völker in Kaschgar, Turkestan, Kaschmir und Tibet. Mit besonderer Rücksicht auf Russlands Bestrebungen und seinen Kulturberuf. 1875.
- Friedrich Christmann: Australien. Geschichte der Entdeckung und Kolonisation. Bilder aus dem Leben der Ansiedler in Busch und Stadt. 2. Auflage, 1880.

Das Buch der Erfindungen

- Friedrich Georg Wieck: Das Buch der Erfindungen, Gewerbe und Industrien.
  - 3. Auflage (2 Teile in 3 Bänden), 1857–1858.
  - 4. Auflage (4 Bände), 1859–1862. (inklusive Supplementband Heft 1–6: Die neuesten Fortschritte auf dem Gebiet des gewerblichen Lebens und der Fabrikation.)
  - Ergänzungsband Der Weltverkehr und seine Mittel zur 5. Auflage, 1868.
  - 6. Auflage, 1872–1874.
  - 2. Auflage des Ergänzungsbandes, 1875.
  - 7. Auflage, 1876–1879.
  - 8. Auflage (9 Bände), 1889–1893.
  - 9. Auflage (10 Bände), 1896–1901.
Besonders diese 9. Auflage bietet ein Kaleidoskop zur Wirtschafts- und Kulturgeschichte der westlichen Welt im ausgehenden 19. Jahrhundert, das nicht zuletzt durch seine reichhaltigen und aufwändigen Illustrationen besticht und bis heute als „gedruckte Quelle“ verwendet wird.
  - Das Buch der Erfindungen. (Ausgabe in einem Band), redigiert von Lassar Cohn, 1901.
  - Ausgabe in schwedischer Sprache: Uppfinningarnas bok. (6 Bände und Ergänzungsband) 1873–1875. (Digitalisat)

## Weitere Titel
- Friedrich Körner: Illustrirte geographische Bilder aus Oesterreich. In Schilderungen aus Natur, Geschichte, Industrie und Volksleben. 1856.
- Heinrich Birnbaum: Das Reich der Wolken. Vorträge über die Physik des Luftkreises und der atmosphärischen Erscheinungen. 1859.
- Otto Spamer: Vehme oder Justiz? Appellation an die öffentliche Meinung in Betreff eines Gutachtens des Leipziger Sachverständigen Vereins I. Section vom 10. November 1858, wodurch derselbe den Inhalt des angeklagten Buchs: Livingstone, der Missionär etc. für gesetzmäßig erklärt und dennoch dessen Verleger auf's Empfindlichste an der Ehre kränkt. Eine Streitschrift zu seiner Rechtfertigung und im Interesse des gesamten deutschen Buchhandels geschrieben. 1859.
- Ida von Reinsberg-Düringsfeld, Das Buch denkwürdiger Frauen. In Lebens- und Zeitbildern. Festgabe für Mütter und Töchter. 1871.
- Hugo Schramm: Illustrirte Chronik des Deutschen Nationalkrieges im Jahre der deutschen Einigung 1870-71. (8 Bände) 1872.
- Karoline Goepel: Illustrirte Kunstgeschichte. Wanderungen durch das Reich der bildenden Künste, auf den Wegen ihrer Entwicklung. Für die reifere deutsche Jugend, insbesondere für Töchter gebildeter Stände dargestellt. 1879. (später auch in die Reihe Illustrirte Jugend- und Hausbibliothek aufgenommen)
- Otto von Leixner: Illustrirte Geschichte des deutschen Schriftthums in volksthümlicher Darstellung. (2 Bände) 1880/1881.
- Otto von Leixner: Illustrierte Geschichte der fremden Literaturen. (2 Bände) 1882/1883.
- Otto Kaemmel: Illustrirte Geschichte der Neueren Zeit. (2 Bände) 1883.
- Johanna von Sydow: Das Buch der Hausfrau. Mitgabe für Frauen und Jungfrauen zur Begründung des Hauses sowie zur Sicherung häuslichen Wohlstandes und Komforts. Gemäß den Anforderungen der Gegenwart vorbereitet. 1884. Digitalisat
- Arthur Wilke: Die Elektrizität, ihre Erzeugung und ihre Anwendung in Industrie und Gewerbe. 1899.

## Ausstellung
- Schulmuseum – Werkstatt für Schulgeschichte Leipzig: Ausstellung „Otto Spamers Bücherfabrik – Sachbuchwelten für die Jugend“, 7. Februar bis 4. September 2020, verlängert bis 15. Januar 2021[3]
  - online-Version der Ausstellung, Staatsbibliothek Berlin